# Хага (посёлок)
Хага (яп. 芳賀町 Хага-мати) — посёлок в Японии, находящийся в уезде Хага префектуры Тотиги. Площадь посёлка составляет 70,23 км², население — 16 029 человек (1 июля 2014), плотность населения — 228,24 чел./км².

## Географическое положение
Посёлок расположен на острове Хонсю в префектуре Тотиги региона Канто. С ним граничат города Уцуномия, Моока и посёлки Итикай, Таканедзава.

## Население
Население посёлка составляет 16 029 человек (1 июля 2014), а плотность — 228,24 чел./км². Изменение численности населения с 1980 по 2005 годы:
| 1980 | 16 669 чел. |  |
| 1985 | 17 161 чел. |  |
| 1990 | 17 610 чел. |  |
| 1995 | 17 424 чел. |  |
| 2000 | 16 988 чел. |  |
| 2005 | 16 367 чел. |  |

## Символика
Деревом посёлка считается Zelkova serrata, цветком — цветок груши грушелистной, птицей — полевой жаворонок.